# Liste des unités urbaines de la Charente
Liste des 10 unités urbaines du département de la Charente selon la délimitation de 2020 (recensement de 2021)
Ce tableau comprend les 10 unités urbaines de la Charente au recensement de 2021, dans leurs nouvelles délimitations définies par l'Insee en 2020.
Liste des unités urbaines de Charente en 2021 (Population municipale)
| Rang | Nom de l'unité urbaine        | Unité urbaine | Nombre de communes | Ville-centre ou ville isolée | Superficie | Densité de population |
| ---- | ----------------------------- | ------------- | ------------------ | ---------------------------- | ---------- | --------------------- |
| 1    | Angoulême                     | 109 558       | 18                 | 41 086                       | 202,4 km2  | 541 hab/km2           |
| 2    | Cognac                        | 26 238        | 6                  | 18 448                       | 59,4 km2   | 442 hab/km²           |
| 3    | Jarnac                        | 4 933         | 2                  | 4 470                        | 18,4 km2   | 268 hab/km²           |
| 4    | Barbezieux-Saint-Hilaire      | 4 732         | 1                  | 4 732                        | 26,6 km2   | 178 hab/km²           |
| 5    | La Rochefoucauld-en-Angoumois | 4 002         | 1                  | 4 002                        | 24,2 km2   | 166 hab/km²           |
| 6    | Ruffec                        | 3 817         | 2                  | 3 353                        | 69,1 km2   | 55 hab/km²            |
| 7    | Châteauneuf-sur-Charente      | 3 554         | 1                  | 3 554                        | 24 km2     | 148 hab/km²           |
| 8    | Chasseneuil-sur-Bonnieure     | 3 101         | 1                  | 3 101                        | 33,3 km2   | 93 hab/km²            |
| 9    | Confolens                     | 2 722         | 1                  | 2 722                        | 23,6 km2   | 115 hab/km²           |
| 10   | Mansle-Les Fontaines          | 2 584         | 1                  | 2 584                        | 11,4 km2   | 227 hab/km²           |

## Commentaire succinct
Les 10 unités urbaines nouvellement définies en 2020 rassemblent en tout 35 communes urbaines en Charente soit presque 1 commune sur 10 est classée urbaine par l’INSEE dans ce département.
Dans ces nouvelles délimitations, une nouvelle unité urbaine a été ajoutée par rapport à la liste établie en 2010 par l'Insee. Il s'agit de l'unité urbaine de Mansle-Les Fontaines qui est la moins peuplée des dix autres unités urbaines du département.
Dans cette révision des périmètres urbains en 2020, l'unité urbaine de Roumazière-Loubert n'en fait plus partie.
Le phénomène de l'urbanisation en Charente est peu dynamique, il s'était  tassé entre 1999 et 2007 où le taux de population urbaine était passé de 47,8 % en 1999 à 47,1 % en 2007. En 2021, le taux urbain est passé à 47 %. La Charente est un département majoritairement rural.
Le département compte 1 unité urbaine de plus de 100 000 habitants, représentée par Angoulême, et 1 de plus de 20 000 habitants, représentée par Cognac; les 8 autres ont moins de 5 000 habitants.
L'ensemble des 35 communes urbaines, réparties en 10 unités urbaines, rassemble 156 241 habitants en 2021.
La seule agglomération d'Angoulême pèse pour 70,1 % de l'ensemble de la population urbaine du département de la Charente et 31,2 % de la populationdépartementale en 2021.

## Sources et références
1. ↑  = Définition par l'INSEE des nouvelles unités urbaines en 2020
2. ↑  Composition de l'unité urbaine d'Angoulême en 2020
3. ↑  Composition de l'unité urbaine de Cognac en 2020
4. ↑  Composition de l'unité urbaine de Jarnac en 2020
5. ↑  Composition de l'unité urbaine de Barbezieux-Saint-Hilaire en 2020
6. ↑  Composition de l'unité urbaine de La Rochefoucauld-en-Angoumois en 2020
7. ↑  Composition de l'unité urbaine de Ruffec en 2020
8. ↑  16104 Composition de l'unité urbaine de Châteauneuf-sur-Charente en 2020
9. ↑  = 16103 Composition de l'unité urbaine de Chasseneuil-sur-Bonnieure en 2020
10. ↑  = 16102 Composition de l'unité urbaine de Confolens en 2020
11. ↑  Composition de l'unité urbaine de Mansle-Les Fontaines en 2020